# Clupea harengus

Cardume de arenques

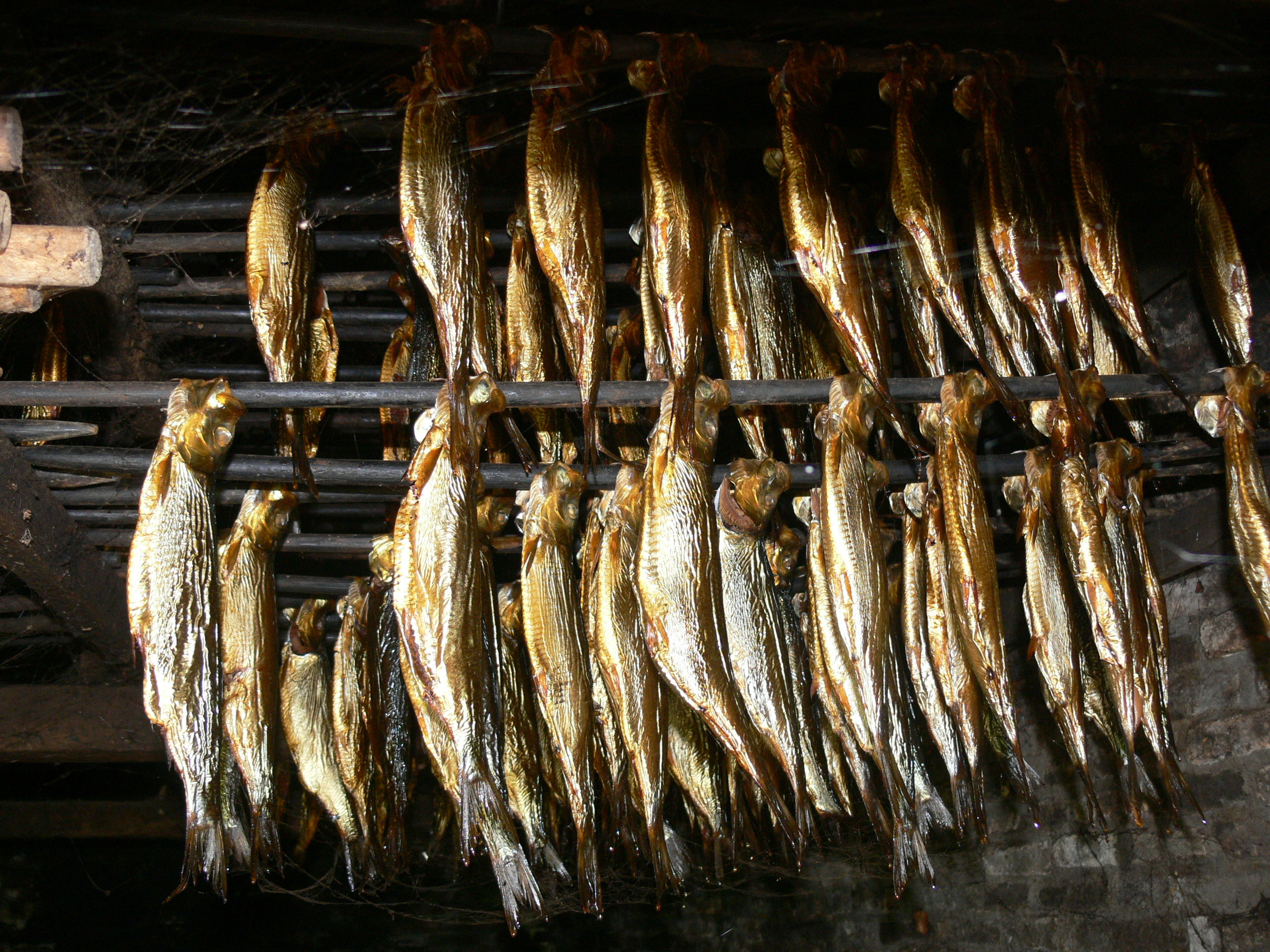
Arenques defumados, forma típica de conservá-los

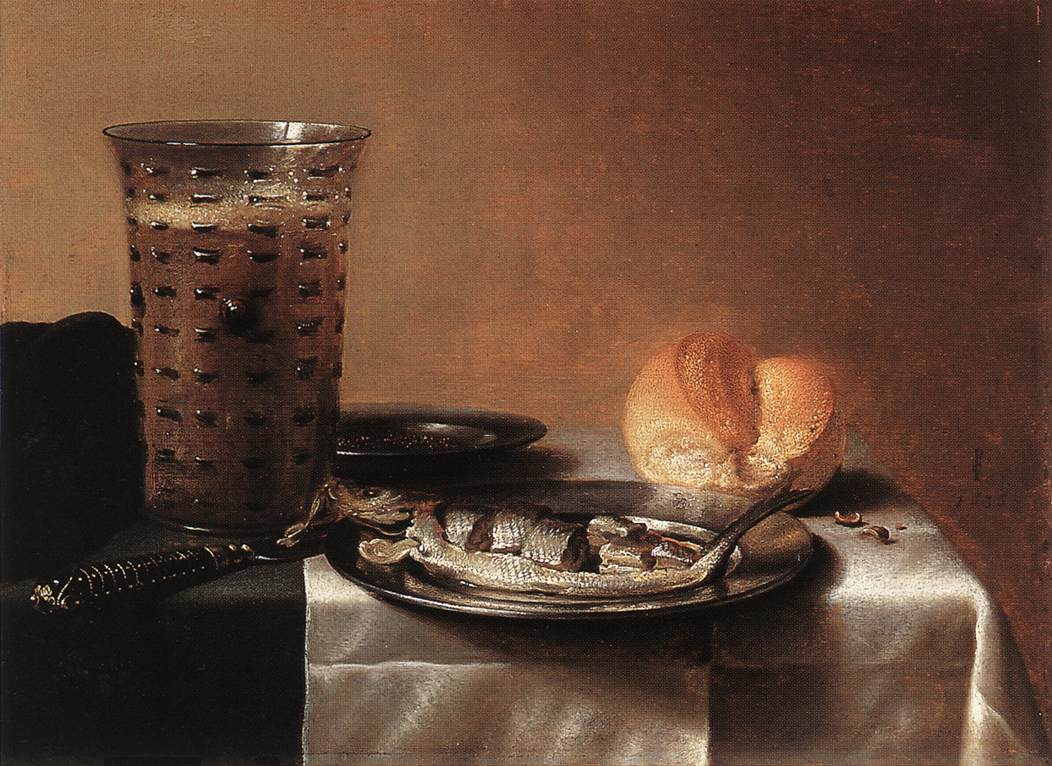
Bodegon de arenques.

O arenque, arenque-comum ou arenque-do-atlântico (a espécie Clupea harengus harengus) é um peixe da família dos clupeidos, muito comum no norte do oceano Atlântico.

## Morfologia
Têm o corpo alongado, de cor prateado com fundo azulado ou azul-verde. O comprimento máximo descrita foi de uma instância de 45 cm.
Tanto a barbatana dorsal como a barbatana anal carecem de espinhas; escudos sem quilha proeminente, opérculo sem ossos radiantes serrilhados, com a borda da abertura das agallas muito arrendondado, não apresentam manchas escuras distintivas nem no corpo nem nas barbatanas.

## Habitat e biologia

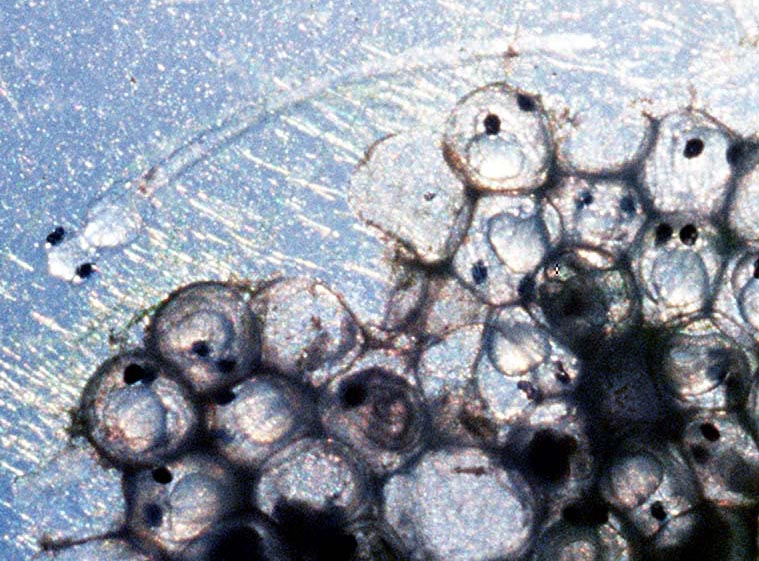
Ovos de arenque.

Habita ambientes bentopelágicos, oceanódromo, podendo encontrar-se em águas temperadas a frias numa faixa de profundidade entre 0 e uns 360 m.
Forma grandes cardumes em águas costeiras importantes como mecanismo anti-depredador, com complexas migrações tanto em procura de alimento como para o desove, com calendários que dependem da cada uma das raças que existem. Alimenta-se de pequenos copépodos planctónicos em seu primeiro ano de vida, para depois levar uma dieta fundamentalmente de copépodos; é filtrador-capturador facultativo de zooplancton, isto é, pode alterar para vontade de alimentar-se filtrando a alimentar-se capturando, em função do tamanho das partículas que encontra. Passam no dia em águas profundas, mas sobem à superfície de noite; encontram a sua comida usando o sentido da vista.
A alimentação e o crescimento são muito lentos durante o inverno, sendo sexualmente ativos com uma idade entre os 3 e os 9 anos. A cada população reproduz-se ao menos uma vez a cada ano, depositando os ovos sobre o substrato do fundo.
É muito frequente encontrar larvas de cestodos e trematodos como parasitas em seus intestinos.

## Pesca e gastronomia
O comprimento mínimo permitida pela legislação em Portugal para a sua pesca é de 20 cm, estando esta pesca submetida ao sistema de quotas para evitar sua sobrepesca. Ainda que com um preço baixo no mercado tem uma grande importância comercial pela sua abundância e de fácil captura, emprega-se fundamentalmente para consumo humano, tanto defumado como fresco; também é procurado em pesca desportiva.

## Sistémica do arenque
Dentro da espécie Clupea harengus reconhecem-se três subespécies consideradas hoje como espécies diferentes
- Clupea harengus harengus (Linnaeus, 1758) – arenque-do-atlântico.
- Clupea harengus membras (Linnaeus, 1761) – arenqued-do-báltico.
- Clupea harengus suworowi (Rabinerson, 1927)
- "Clupea harengus+harengus". Em FishBase (Rainer Froese e Daniel Pauly, eds.). Consultada em setembro de 2008. N.p.: FishBase, 2008.